# Други богови
„Други богови” (енгл. The Other Gods) је приповетка америчког писца Хауарда Филипса Лавкрафта, написана 14. августа 1921. и први пут објављена у часопису The Fantasy Fan у новембру 1933. године.

## Радња
Барзаи Мудри, првосвештеник и пророк дубоко учен по питању знања о „боговима земље”, или Великим, покушава да се попне на планину Хатег-Кла како би им погледао лица, у пратњи свог младог ученика Атала. Када достигне врх, Барзаи је испрва пресрећан док не открије да „богови земље” нису сами, већ да их надгледају „други богови, богови удаљених паклова који чувају нејаке богове земље!” Атал бежи, а Барзаи више никада није виђен.

## Ликови

### Атал
Атал се први пут појављује у Лавкрафтовој причи „Мачке Ултара” (1920) као млади крчмарев син у Ултару који сведочи чудним обредима мачака у ноћи када су стари фармер и његова жена убијени. У „Другим боговима”, он постаје шегрт Барзаија Мудрог и прати га на његовом успону на врх планине Хатег-Кла.
Када Рандолф Картер посети Атала у Сновитој потрази за незнаним Кадатом (1926), он је патријарх Храма Старијих и сада има више од 300 година, „али је и даље веома оштрог ума и сећења”. После много чаша месечевог вина, он открива важну информацију која помаже Картеру у његовој потрази. Како и доликује његовим годинама и положају, Атал има дугу браду.

### Барзаи
У „Другим боговима”, Барзаи Мудри је првосвештеник богова земље (Великих) у Ултару и некадашњи Аталов учитељ. Према причи, често је залазио у непознато, читајући дела попут Пнакотичких рукописа и Седам тајновитих књига Хсана. Он је син аристократе, што га чини скептичним према сујеверјима обичних људи. Каже се да је саветовао становнике Ултара када су усвојили закон против убијања мачака. Он нестаје убрзо након што се попео на врх Хатег-Кла да би видео богове како уживају на његовом врху. У Сновитој потрази за незнаним Кадатом, сам Ниарлатотеп прича Рандолфу Картеру на кратак и сардоничан начин о несрећним експедицијама других дрских боготражитеља, као и да су Други богови „учинили оно што су морали” са Барзаијем.

### Сансу
Према причи, Сансу се једном попео на планину Хатег-Кла „у младости света”, али није пронашао „ништа осим немог леда и стене”. Он је последња особа која се попела на планину пре Барзаија.

## Поставка
Иако неки читаоци претпостављају да је радња ове приповетке смештена у Лавкрафтове Земље снова, критичар С. Т. Џоши указује на везе са причом „Поларис”, за коју се чини да је смештена у далеку прошлост Земље, тврдећи да је „јасна импликација да је ово прича се такође одвија у праисторијској цивилизацији.”
- Хатег-Кла је „висока и стеновита” планина у „каменитој пустињи” тринаест дана хода од села Хатег, по коме је и добила име. То је једно од места где су „богови земље” некада живели и где се понекад враћају када их ухвати носталгија за домом.
- „Тураи са белим врховима” је још једна од планина на којима су некада живели богови земље. Речено је да људи са Тураија погрешно схватају сузе богова за кишу.
- Лерион, чији су „жалосни ветрови зоре” уздаси богова, још једна је планина коју су некада насељавали богови. У Сновитој потрази за незнаним Кадатом, Лерион је описан као извор реке Скаи.
- Ултар, родни град главних ликова приче, представљен је у причи „Мачке Ултара”. За њега се каже да лежи „иза реке Скаи” и да је сусед Хатега.
- Лавкрафт у овој приповеци први пут помиње планину Кадат; сама прича је објашњење зашто су се богови земље преселили на „незнани Кадат у хладној пустоши у коју нико не гази”. Лавкрафтова новела Сновита потрага за незнаним Кадатом приповеда о покушају Рандолфа Картера да дође до Кадата како би се саветовао са боговима.

Поред Сновите потраге, мистериозна планина се помиње у неколико других Лавкрафтових прича, укључујући „Чудну високу кућу у измаглици”, „Данички ужас” и У планинама лудила.

## Инспирација
Ова приповетка подсећа на многе приче о охолости које је написао лорд Дансени, попут „Побуне кућних богова” из Богова Пегане (1905).

## Повезана дела
Седам тајновитих књига Хсана (погрешно штампане као „... о Земљи” у оригиналној публикацији приче) се први пут појављују у „Другим боговима”. Пнакотички рукописи се други пут појављују у „Другим боговима”, након што су представљени у „Поларису”, заједно са Ломаром. Обоје се касније поново појављују у Сновитој потрази за незнаним Кадатом.